# 山移定政

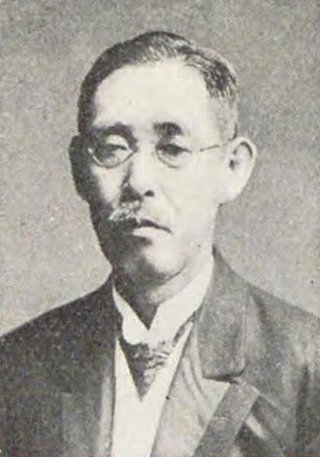
山移定政

山移 定政（やまうつり さだまさ、慶応2年7月11日（1866年8月20日） - 大正11年（1922年）5月21日）は、日本の衆議院議員（憲政会）。弁護士。

## 経歴
熊本藩士山移定之の子として熊本城下に生まれる。1891年（明治24年）、明治法律学校（現在の明治大学）を卒業。その後熊本に帰って、九州学院医学部の理事兼法学教師を務めた。1894年（明治27年）、日清戦争が勃発すると陸軍通訳官として従軍した。翌年、台湾総督府文官として渡台し、台南県通訳、台中県弁務署主記を務めた。1899年（明治32年）より台中地方法院所属弁護士となり、のちに同弁護士会長に選ばれた。また台湾新聞社社長、海南製粉株式会社取締役、台中製糖株式会社取締役、日本拓殖株式会社取締役を務めた。
1920年（大正9年）、第14回衆議院議員総選挙に出馬し、当選を果たした。